# Aeródromo La Trinidad
El Aeródromo de La Trinidad (Código OACI: MM17 - Código DGAC: LTP) también conocido como Aeródromo de La Retama es un pequeño aeropuerto privado de uso público ubicado 11 kilómetros al sureste de Nueva Villa de Padilla, Tamaulipas y es operado por Promotora de Turismo Campestre S.A. de C.V. Cuenta con una pista de aterrizaje de 950 metros de largo y 12 metros de ancho con una plataforma de aviación de 1,050 metros cuadrados en la cabecera 36. Actualmente solo se utiliza con propósitos de aviación general.